# Rhombophryne megsoni
Espèce
Synonymes
- Stumpffia megsoni Köhler, Vences, D'Cruze & Glaw, 2010

Rhombophryne megsoni est une espèce d'amphibiens de la famille des Microhylidae.

## Répartition
Cette espèce est endémique de la province de Diego-Suarez à Madagascar.

## Étymologie
Cette espèce est nommée en l'honneur de Steven Megson.

## Publication originale
- Köhler, Vences, D'Cruze & Glaw, 2010 : Giant dwarfs: discovery of a radiation of large-bodied 'stump-toed frogs' from karstic cave environments of northern Madagascar. Journal of Zoology, vol. 282, no 1, p. 21-38.